# Sumber (Pituruh)
Sumber is een bestuurslaag in het regentschap Purworejo van de provincie Midden-Java, Indonesië. Sumber telt 595 inwoners (volkstelling 2010).